# Pomník Jana Kašpara (Pardubice)
Bronzová socha průkopníka aviatiky Jana Kašpara se nalézá na třídě Míru v okresním městě Pardubice. Socha byla instalována 26. prosince 2016 v předstihu před 90. výročím smrti Jana Kašpara. Slavnostní odhalení proběhlo 16. ledna 2017. Bronzová socha je dílem kolektivu sochařů pod vedením akademického sochaře Františka Bálka a stojí na místě bývalého hotelu Veselka, v jehož dvoře Jan Kašpar sestavoval své první létající stroje.

## Popis
Socha průkopníka letectví je v mírně nadživotní velikosti a představuje postavu Jana Kašpara držícího vrtuli letounu Blériot XI. Socha je až k vrcholu vrtule vysoká 250 centimetrů a váží 300 kg. Odlití sochy proběhlo v Uměleckých slévárnách v Norimberku. Náklady vyšly na 2 miliony korun. Socha nestojí na podstavci, ale přímo na dlažbě a před ní v je dlažbě deska se jménem a šestimetrová časová osa připomínající důležité údaje z letcova života. Návrh skončil původně na 2. místě z 47 přihlášek. Zvítězilo původně dílo Petra Pinkase. To mělo být vysoké 37 m, ale kvůli problematickému podloží by muselo být ukotvení v hloubce 15 metrů.

## Galerie

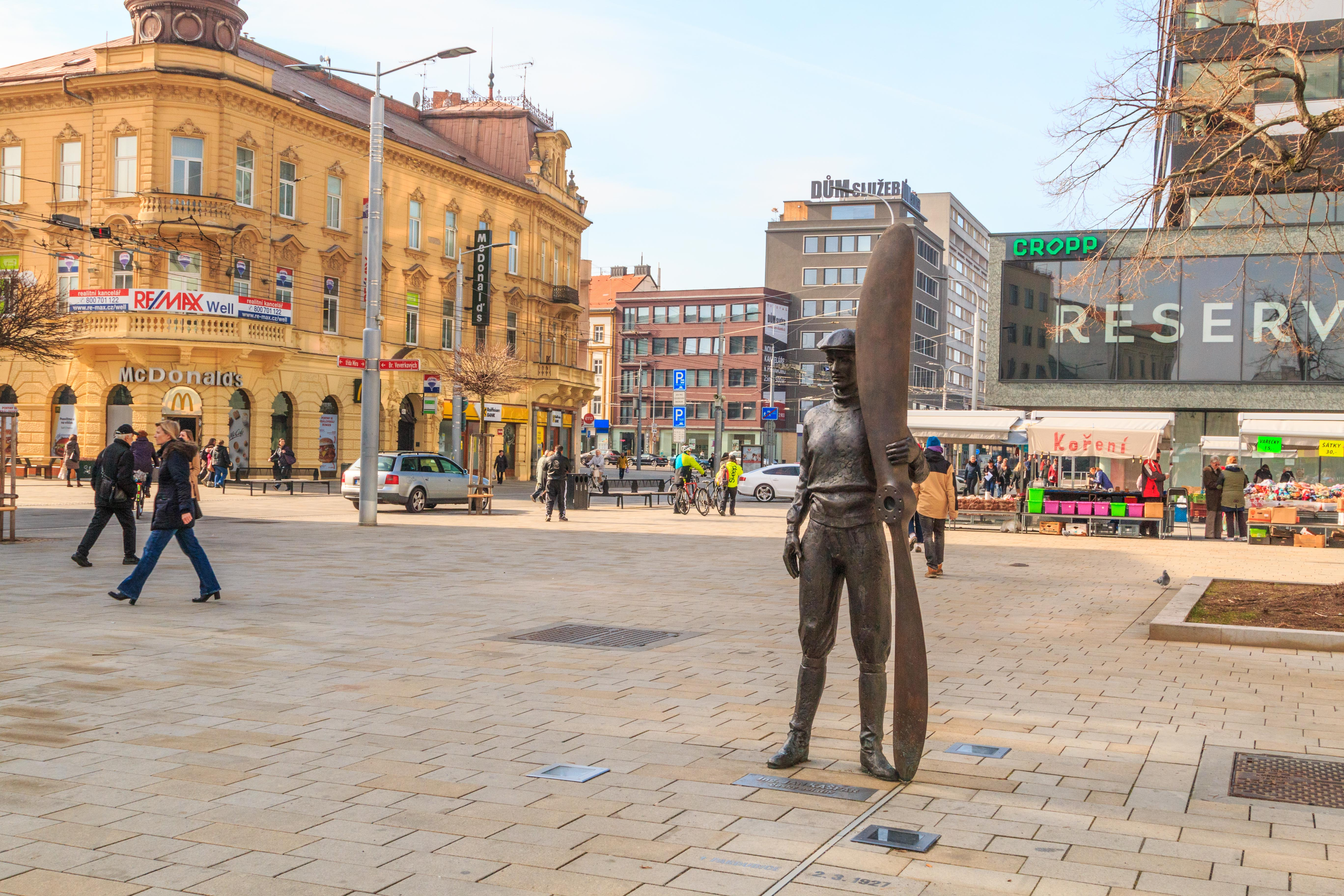
Socha Jana Kašpara v Pardubicích
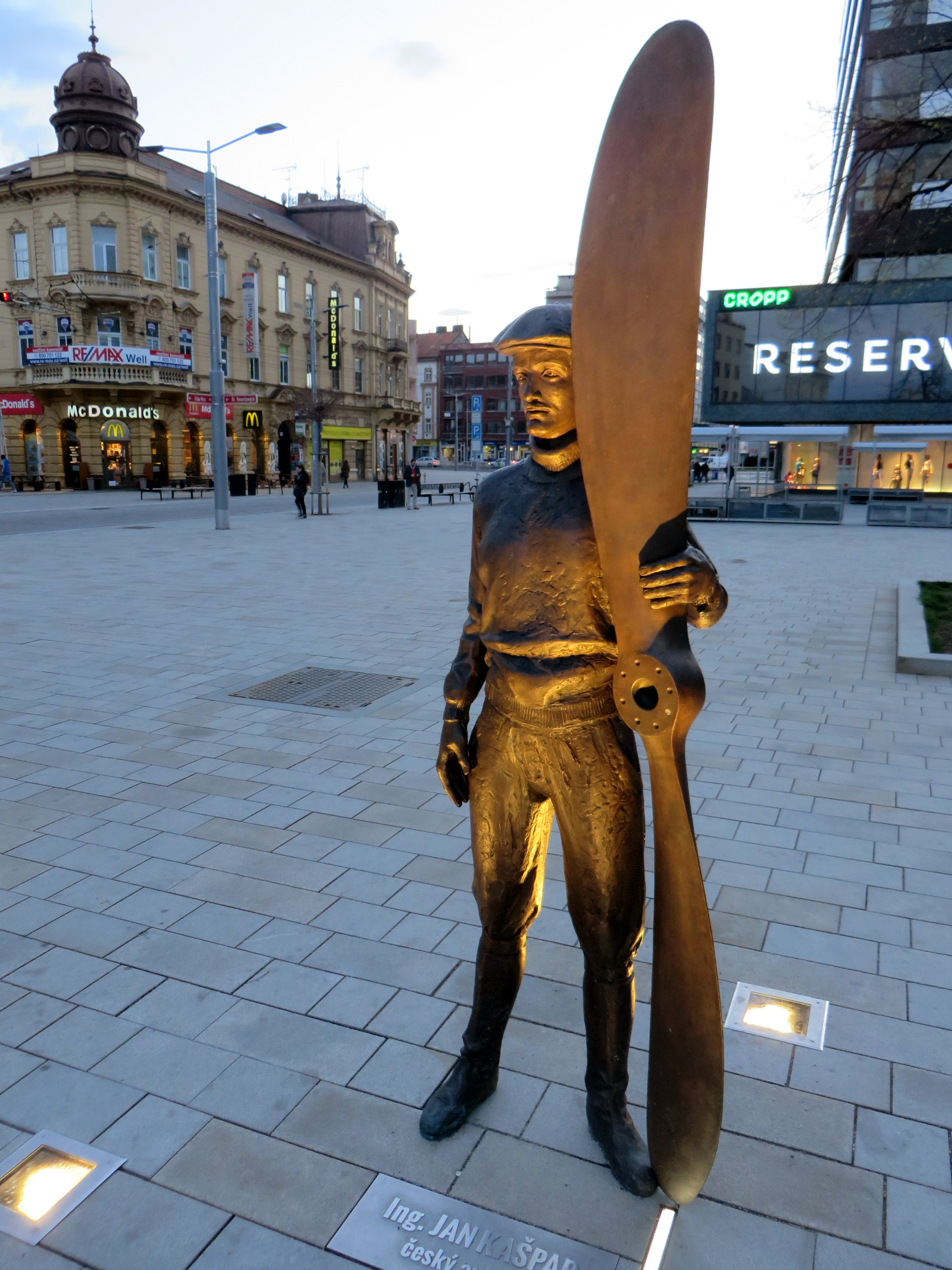
Socha Jana Kašpara v Pardubicích
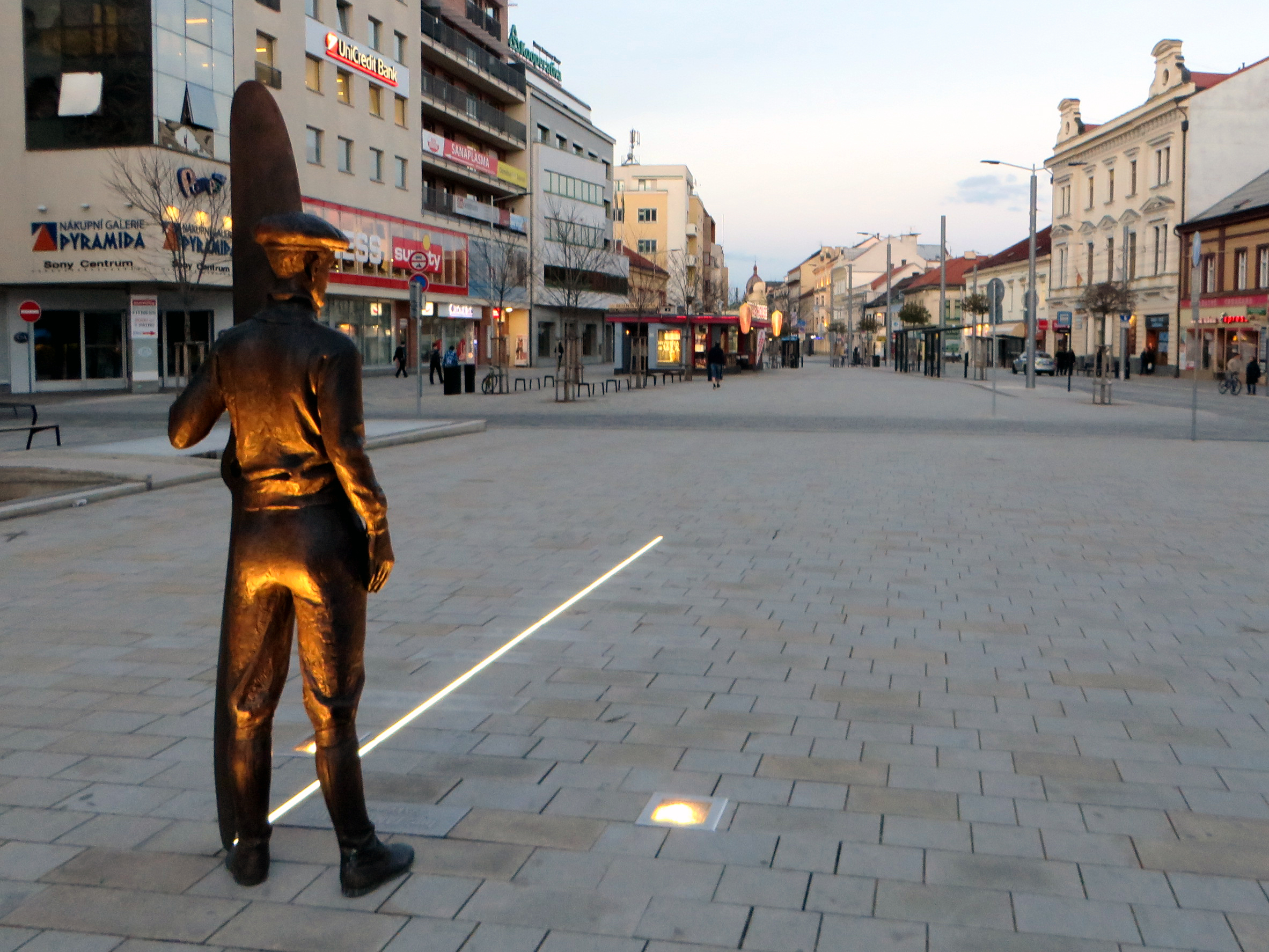
Socha Jana Kašpara v Pardubicích